# Sabotage (Lied)
Sabotage ist ein Song der Beastie Boys aus dem Jahr 1994. Das Label Grand Royal veröffentlichte ihn im Januar 1994 als Single und im Mai 1994 auf dem vierten Studioalbum Ill Communication, später zudem auf Kompilationen wie dem Best-of-Album der Band. Sabotage kann wegen seiner damals für die Beastie Boys typischen Verschmelzung von Punk, Alternative Rock und Hip-Hop am ehesten dem Subgenre des Rap-Rock oder auch „Rapcore“ zugeordnet werden.

## Urheberschaft und Aufnahme
Die ursprüngliche Idee und das charakteristische Riff zu Sabotage stammen von MCA, den Text schrieb Ad-Rock. Das Copyright für den Song liegt bei allen drei Beastie Boys. Produziert wurde Sabotage von Mario Caldato, Jr. und der Band selbst. Die spielte den Song in folgender Besetzung ein: 
- Ad-Rock (Adam Horovitz) – Gesang, E-Gitarre
- MCA (Adam Yauch) – Bass
- Mike D (Michael Diamond) – Schlagzeug

Obwohl Sabotage einer der ersten Songs war, die für Ill Communication aufgenommen wurden, war er als letzter fertig. Ad-Rock erinnert sich in diesem Zusammenhang an einen Mann namens Chris, der sich während der Aufnahmen von Ill Communication häufig in den Studios an der Tin Pan Alley aufhielt. Er habe die meiste Zeit über eher gelangweilt von der Musik der Beastie Boys gewirkt, bis er zum ersten Mal eine instrumentale Version des noch unbetitelten Sabotage gehört habe. Daraufhin habe er gerufen: “This is the shit! This shit rocks!” Das spätere Sabotage habe deshalb ihm zu Ehren den Arbeitstitel Chris Rock erhalten. Danach sei es noch für rund ein Jahr ein Instrumentalstück geblieben, bis die Beastie Boys sich schließlich entschlossen hätten, den Song mit einem Text zu versehen.

## Musikvideo
Das Musikvideo zu Sabotage ist gleichzeitig Hommage an und Parodie auf die typischen Polizei-Serien der 70er Jahre. Regisseur war Spike Jonze. Bei MTV lief das Video zeitweise in der Heavy Rotation.
Bei den MTV Video Music Awards 1994 war Sabotage fünf Mal nominiert, unter anderem als „Video of the Year“, erhielt jedoch keine einzige Trophäe. Sabotage unterlag in allen Kategorien Cryin’ von Aerosmith beziehungsweise Everybody Hurts von R.E.M. MCA stürmte daraufhin in seinem Nathanial-Hörnblowér-Kostüm die Bühne und bezeichnete die Veranstaltung als Farce. Bei der Verleihung im Jahr 2009 wurde Sabotage dann in der Kategorie “Best Video (That should have won a Moonman)” ausgezeichnet.

## Rezeption
Rolling Stone wählte Sabotage 2004 auf Platz 480 und 2021 auf Platz 245 der 500 besten Songs aller Zeiten.
In der Aufstellung der 500 besten Songs aller Zeiten des New Musical Express erreichte er Platz 56.

## Kommerzieller Erfolg

### Chartplatzierungen
| ChartsChartplatzierungen     | Höchstplatzierung | Wochen |
| ---------------------------- | ----------------- | ------ |
| Vereinigtes Königreich (OCC) | 19 (4 Wo.)        | 4      |

### Auszeichnungen für Musikverkäufe
| Land/Region                  | Auszeichnungen für Musikverkäufe (Land/Region, Auszeichnung, Verkäufe) | Verkäufe |
| ---------------------------- | ---------------------------------------------------------------------- | -------- |
| Vereinigtes Königreich (BPI) | Platin                                                                 | 600.000  |
| Insgesamt                    | 1× Platin ·                                                            | 600.000  |

## Trivia
Nach den Terroranschlägen vom 11. September 2001 setzte das Medienunternehmen Clear Channel Communications Sabotage auf eine Schwarze Liste, die Songs enthielt, die im Radio vorerst nicht mehr gesendet werden sollten.
Sowohl im elften als auch im dreizehnten Star-Trek-Film wird Sabotage in die Handlung integriert: In Star Trek läuft das Lied im Autoradio, während der junge James T. Kirk mit der Corvette seines Stiefvaters eine Spritztour durch das ländliche Iowa unternimmt; in Star Trek Beyond wird das Lied von der Crew der Enterprise während einer Weltraumschlacht an einen Schwarm feindlicher Jäger gesendet, wodurch dieser zerstört wird.